# جيمي وتون
جيمي وتون (بالإنجليزية: Jamie Wootton)‏ (2 أكتوبر 1994 في المملكة المتحدة - ) هو لاعب كرة قدم بريطاني في مركز الهجوم. لعب مع سكونثورب يونايتد ونادي غاينسبورو ترينيتي.

## وصلات خارجية
- جيمي وتون على موقع قاعدة بيانات كرة القدم.إي يو (الإنجليزية)
- جيمي وتون على موقع Soccerbase.com (لاعب) (الإنجليزية)